# Będziechów
Będziechów – wieś w Polsce, położona w województwie wielkopolskim, w powiecie tureckim, w gminie Kawęczyn.
| SIMC    | Nazwa   | Rodzaj     |
| ------- | ------- | ---------- |
| 0285379 | Zacisze | przysiółek |

W latach 1975–1998 miejscowość administracyjnie należała do województwa konińskiego.